# Трисамарийиндий
Трисамарийиндий — бинарное неорганическое соединение
самария и индия
с формулой InSm3,
кристаллы.

## Получение
- Сплавление стехиометрических количеств чистых веществ:

{\displaystyle {\mathsf {3Sm+In\ {\xrightarrow {1010^{o}C}}\ InSm_{3}}}}

## Физические свойства
Трисамарийиндий образует кристаллы
кубической сингонии, пространственная группа P m3m, параметры ячейки a = 0,4900 нм, Z = 1,
структура типа тримедьзолота AuCu3
.
Соединение образуется по перитектической реакции при температуре 1010 °C  или
образуется по перитектоидной реакции при температуре 800 °C .